# DFB-Pokal 1982/83 (Frauen)
Der DFB-Pokal der Frauen 1983 wurde vom KBC Duisburg gewonnen. Im Finale schlug man den FSV Frankfurt mit 3:0. Für den KBC war es der erste und einzige Pokalsieg.

## Teilnehmer
Für den DFB-Pokal haben sich folgende Verbandspokalsieger qualifiziert:
| Regionalverband Nord | Regionalverband West                                                                           | Regionalverband Südwest                                                                      | Regionalverband Süd | Berlin                   |
| --- | ---------------------------------------------------------------------------------------------- | -------------------------------------------------------------------------------------------- | --- | ------------------------ |
| - Bremen: Bremer TS Neustadt - Hamburg: FSV Harburg - Niedersachsen: VfL Wittekind Wildeshausen - Schleswig-Holstein: Rendsburger TSV | - Mittelrhein: SSG 09 Bergisch Gladbach - Niederrhein: KBC Duisburg - Westfalen: FC Schalke 04 | - Rheinland: SC 07 Bad Neuenahr - Saarland: Viktoria 09 Neunkirchen - Südwest: TuS Wörrstadt | - Baden: SC Klinge Seckach - Bayern: Bayern München - Hessen: FSV Frankfurt - Südbaden: TuS Binzen - Württemberg: SV Oberteuringen | - Tennis Borussia Berlin |

## Übersicht
Die jeweils oben genannte Mannschaft hatte Heimrecht. Fett geschriebene Mannschaften erreichten die nächste Runde.
|  | Achtelfinale            | Achtelfinale |                     |                   | Viertelfinale          | Viertelfinale |  |  | Halbfinale | Halbfinale |  |  | Finale | Finale |
|  |                         |              |                     |                   |                        |               |  |  |            |            |  |  |        |        |
|  |                         |              |                     |                   |                        |               |  |  |            |            |  |  |        |        |
|  | FSV Frankfurt           | 2            |                     |                   |                        |               |  |  |            |            |  |  |        |        |
|  | Viktoria 09 Neunkirchen | 0            |                     |                   |                        |               |  |  |            |            |  |  |        |        |
|  | Viktoria 09 Neunkirchen | 0            | FSV Frankfurt       | 1                 |                        |               |  |  |            |            |  |  |        |        |
|  |                         |              | FSV Frankfurt       | 1                 |                        |               |  |  |            |            |  |  |        |        |
|  |                         |              |                     |                   | SC 07 Bad Neuenahr     | 0             |  |  |            |            |  |  |        |        |
|  | TuS Wörrstadt           | 1            |                     |                   | SC 07 Bad Neuenahr     | 0             |  |  |            |            |  |  |        |        |
|  | TuS Wörrstadt           | 1            |                     |                   |                        |               |  |  |            |            |  |  |        |        |
|  | SC 07 Bad Neuenahr      | 4            |                     |                   |                        |               |  |  |            |            |  |  |        |        |
|  | SC 07 Bad Neuenahr      | 4            | FSV Frankfurt       | 3                 |                        |               |  |  |            |            |  |  |        |        |
|  |                         |              | FSV Frankfurt       | 3                 |                        |               |  |  |            |            |  |  |        |        |
|  |                         |              |                     | SC Klinge Seckach | 0                      |               |  |  |            |            |  |  |        |        |
|  | Bayern München          | 120          |                     | SC Klinge Seckach | 0                      |               |  |  |            |            |  |  |        |        |
|  | Bayern München          | 120          |                     |                   |                        |               |  |  |            |            |  |  |        |        |
|  | SV Oberteuringen        | 1            |                     |                   |                        |               |  |  |            |            |  |  |        |        |
|  | SV Oberteuringen        | 1            | Bayern München      | 2                 |                        |               |  |  |            |            |  |  |        |        |
|  |                         |              | Bayern München      | 2                 |                        |               |  |  |            |            |  |  |        |        |
|  |                         |              |                     |                   | SC Klinge Seckach      | 3             |  |  |            |            |  |  |        |        |
|  | SC Klinge Seckach       | 5            |                     |                   | SC Klinge Seckach      | 3             |  |  |            |            |  |  |        |        |
|  | SC Klinge Seckach       | 5            |                     |                   |                        |               |  |  |            |            |  |  |        |        |
|  | TuS Binzen              | 0            |                     |                   |                        |               |  |  |            |            |  |  |        |        |
|  | TuS Binzen              | 0            | FSV Frankfurt       | 0                 |                        |               |  |  |            |            |  |  |        |        |
|  |                         |              | FSV Frankfurt       | 0                 |                        |               |  |  |            |            |  |  |        |        |
|  |                         |              |                     | KBC Duisburg      | 3                      |               |  |  |            |            |  |  |        |        |
|  | Rendsburger TSV         | 131          |                     | KBC Duisburg      | 3                      |               |  |  |            |            |  |  |        |        |
|  | Rendsburger TSV         | 131          |                     |                   |                        |               |  |  |            |            |  |  |        |        |
|  | FSV Harburg             | 141          |                     |                   |                        |               |  |  |            |            |  |  |        |        |
|  | FSV Harburg             | 141          | FSV Harburg         | 121               |                        |               |  |  |            |            |  |  |        |        |
|  |                         |              | FSV Harburg         | 121               |                        |               |  |  |            |            |  |  |        |        |
|  |                         |              |                     |                   | VfL W. Wildeshausen    | 141           |  |  |            |            |  |  |        |        |
|  | Bremer TS Neustadt      | 2            |                     |                   | VfL W. Wildeshausen    | 141           |  |  |            |            |  |  |        |        |
|  | Bremer TS Neustadt      | 2            |                     |                   |                        |               |  |  |            |            |  |  |        |        |
|  | VfL W. Wildeshausen     | 7            |                     |                   |                        |               |  |  |            |            |  |  |        |        |
|  | VfL W. Wildeshausen     | 7            | VfL W. Wildeshausen | 0                 |                        |               |  |  |            |            |  |  |        |        |
|  |                         |              | VfL W. Wildeshausen | 0                 |                        |               |  |  |            |            |  |  |        |        |
|  |                         |              |                     | KBC Duisburg      | 1                      |               |  |  |            |            |  |  |        |        |
|  | Schalke 04              | 0            |                     | KBC Duisburg      | 1                      |               |  |  |            |            |  |  |        |        |
|  | Schalke 04              | 0            |                     |                   |                        |               |  |  |            |            |  |  |        |        |
|  | KBC Duisburg            | 5            |                     |                   |                        |               |  |  |            |            |  |  |        |        |
|  | KBC Duisburg            | 5            | KBC Duisburg        | 5                 |                        |               |  |  |            |            |  |  |        |        |
|  |                         |              | KBC Duisburg        | 5                 |                        |               |  |  |            |            |  |  |        |        |
|  |                         |              |                     |                   | Tennis Borussia Berlin | 2             |  |  |            |            |  |  |        |        |
|  | Tennis Borussia Berlin  | 3            |                     |                   | Tennis Borussia Berlin | 2             |  |  |            |            |  |  |        |        |
|  | Tennis Borussia Berlin  | 3            |                     |                   |                        |               |  |  |            |            |  |  |        |        |
|  | Bergisch Gladbach       | 1            |                     |                   |                        |               |  |  |            |            |  |  |        |        |

1 Sieg nach Verlängerung

## Achtelfinale
Gespielt wurde am 18. und 19. September 1982.
|                        | Ergebnis  |                            |
| ---------------------- | --------- | -------------------------- |
| FC Bayern München      | 12:10     | SV Oberteuringen           |
| SC Klinge Seckach      | 5:0       | TuS Binzen                 |
| Bremer TS Neustadt     | 2:7       | VfL Wittekind Wildeshausen |
| Rendsburger TSV        | 3:4 n. V. | FSV Harburg                |
| FC Schalke 04          | 0:5       | KBC Duisburg               |
| Tennis Borussia Berlin | 3:1       | SSG 09 Bergisch Gladbach   |
| FSV Frankfurt          | 2:0       | Viktoria 09 Neunkirchen    |
| TuS Wörrstadt          | 1:4       | SC 07 Bad Neuenahr         |

## Viertelfinale
Gespielt wurde am 16. und 17. Oktober 1982.
|                   | Ergebnis  |                            |
| ----------------- | --------- | -------------------------- |
| FSV Harburg       | 2:4 n. V. | VfL Wittekind Wildeshausen |
| KBC Duisburg      | 5:2       | Tennis Borussia Berlin     |
| FSV Frankfurt     | 1:0       | SC 07 Bad Neuenahr         |
| FC Bayern München | 2:3       | SC Klinge Seckach          |

## Halbfinale
Gespielt wurde am 27. März 1983.
|                            | Ergebnis |                   |
| -------------------------- | -------- | ----------------- |
| VfL Wittekind Wildeshausen | 0:1      | KBC Duisburg      |
| FSV Frankfurt              | 3:0      | SC Klinge Seckach |

## Finale
| FSV Frankfurt                                                 | FSV Frankfurt | KBC Duisburg | KBC Duisburg |
| ------------------------------------------------------------- | --- | --- | ------------ |
| FSV Frankfurt                                                 | \| 8. Mai 1983 in Frankfurt am Main (Stadion am Bornheimer Hang) \| \| Ergebnis: 0:3 (0:1) \| \| Zuschauer: 1.200 \| \| Schiedsrichter: Jürgen Messmer (Mannheim) \|                                                                                 | \| 8. Mai 1983 in Frankfurt am Main (Stadion am Bornheimer Hang) \| \| Ergebnis: 0:3 (0:1) \| \| Zuschauer: 1.200 \| \| Schiedsrichter: Jürgen Messmer (Mannheim) \|                                                        | KBC Duisburg |
| FSV Frankfurt                                                 | Petra Melka – Marion Pfeifer, Susanne Jahn, Regina Senkler (50. Monika Scheler), Monika Hildenbrand – Marion Lissner, Rike Koekkoek, Sonja Strauch – Bettina Mantel, Marion Laufer (50. Elke Metz), Sonja Hamza Cheftrainerin: Monika Koch-Emsermann | Doris Dykstra – Elke Thulke – Rita de Koning, Bärbel Halfmann, Daniela Frey – Hildegard Frauenrath, Jutta Dieckmann, Kethi Carastergiou – Martina Voss, Birgit Offermann, Ingrid Schuh Cheftrainer: Gregor Grillemeier sen. | KBC Duisburg |
| FSV Frankfurt                                                 | 0:1 Birgit Offermann (33.) 0:2 Birgit Offermann (54.) 0:3 Kethi Carastergiou (68., Handelfmeter) | | KBC Duisburg |
| 8. Mai 1983 in Frankfurt am Main (Stadion am Bornheimer Hang) | | |              |
| Ergebnis: 0:3 (0:1)                                           | | |              |
| Zuschauer: 1.200                                              | | |              |
| Schiedsrichter: Jürgen Messmer (Mannheim)                     | | |              |